# Голубковка
Голубковка — упразднённая деревня Пустозерского сельсовета Заполярного района Ненецкого автономного округа. Исключена из учётных данных в 1997 году.

## География
Располагалась на правом берегу Голубковского Шара (протоки Печоры), в 6 километрах от села Оксино. Ныне является урочищем.

## История
Деревня образовалась на месте жиры Голубоково, где в 1679 году было пять жилых дворов и один пустой двор. В деревне проживали семьи Голубковых, Темофеевых, Макаровых, Шадре, Лукиных. Одним из главных занятий деревни Голубковки являлся рыбный промысел. Богатые луга позволяли содержать значительное количество домашнего скота. В 1785 году в деревне имелось 7 хозяйств, в которых было 35 коров и 8 лошадей.
В 1782 года переписка показала, что в Голубковке проживали 38 человек, из них 14 мужского, 29 женского пола; по переписке 1795 года — 51 человек, из них 22 мужского и 29 женского пола; по переписке 1816 года — 39 человек, из них 18 мужского и 21 женского пола.
В 1840 году в деревне было 5 дворов, проживали 38 человек, из них 15 мужского и 23 женского пола; в 1846 году — 6 дворов, 39 человек, из них 15 мужского и 24 женского. В 1850 году здесь проживали 46 человек, из них 17 мужского и 29 женского пола, в 1858 году — 34 человека, из низ 13 мужского и 21 женского пола.
В 1866 году в Голубковке проживали 21 государственный крестьянин, в том числе 7 мужского и 14 женского пола, из них грамотный был 1 мужчина; детей до 14 лет было 7 человек, из них 2 мальчика и 5 девочек; старше 60 лет −2 женщины, крестьянских вдов — 2, 4 человека бездомных, в том числе 1 мужского и 3 женского пола. Охотились 2 человека и десять занимались ловлей рыбы. В деревне содержался крупно рогатый скот в количестве 11 голов, 5 лошадей и 10 овец. В деревне имелись 3 жилых двора, 1 амбар, 2 бани и 2 малые лодки.
В 1876 в деревне проживал 31 человек, из них 15 мужского и 16 женского пола. В деревне имелся крупно рогатый скот в количестве 18 голов, из них 10 коров, 6 телят и 2 быка; Лошадей — 6, из них один жеребёнок; овец — 14.
В 1888 году 5 жителей деревни были заняты промыслом сёмги. Было выловлено 40 пудов сёмги. Речным и озёрным ловом белой рыбы были заняты 15 человек. Охотой занималось 10 человек, которыми было добыто волков — 1, лисиц — 3, песцов — 7.
В 1903 году в деревне уже проживали 57 человек, в том числе 23 мужского и 34 женского пола. Промыслом сёмги были заняты 6 человек, ловлей белой рыбы — 6, а охотой — 7. На этот момент всего было 8 хозяйств. Скот содержали 6 хозяйств, в котором имелся крупно рогатый скот — 35 голов, из них 16 коров, 1 бык, 4 нетеля и 14 телят; Лошадей — 11, из них рабочих 10, нерабочая 1; овец - 23. В Голубкове стояло 8 жилых домов, из них 1 двухэтажный; хлевов — 9, амбаров — 6, бань — 5, промысловых лодок — 20.
В 1914 году в Голубкове было 9 дворов, в них проживали 69 человек, из них 32 мужского и 37 женского пола.
В 1920 году уже было 15 дворов в котором проживали 82 человека, из них 31 мужского и 51 женского. В 1926 году — 22 двора, проживали 110 человек, из них 42 мужского и 66 женского пола.
В 1930-х годах в Голубковке был создан рыболовецкий колхоз имени Смидовича, который 1958 году был объединён с колхозами «Вперёд» (из деревни Бедовое) и с колхозом «Безбожник» (с. Оксино). Объединённый колхоз назвали «Победа». Центральная база располагалась в селе Оксино.
В 1936 году в Голубковке уже имелось 20 хозяйств, 111 жителей; в 1950 году − 17 хозяйств, 99 человек. В 1958 году проживали 123 человека. В 1966 году проживали 89 жителей. А в 1988 году оставалось 6 хозяйств и 13 жителей. В конце 1980-х годов деревня Голубковка прекратила своё существование.
Голубковка — родина сказительницы Маремьяны Романовны Голубковой (1893—1959).

## Современность
Сохранилось несколько домов. В бывшую деревню периодически водят экскурсии.